# هوارد جونز (مغني)
هوارد جونز (بالإنجليزية: Howard Jones)‏ هو مغني أمريكي، ولد في 20 يوليو 1970 في كولومبوس في الولايات المتحدة.

## وصلات خارجية
- الموقع الرسمي
- هوارد جونز على موقع ميوزك برينز (الإنجليزية)
- هوارد جونز على موقع ديسكوغز (الإنجليزية)